# Église Saint-Germain-d'Auxerre de Vitteaux
Pour les articles homonymes, voir Église Saint-Germain-d’Auxerre.
L'église Saint-Germain-d'Auxerre est une église catholique située à Vitteaux, en France.

## Localisation
L'église est située dans le département français de la Côte-d'Or, sur la commune de Vitteaux.

## Historique
L'édifice est classé au titre des monuments historiques en 2001.